# Sutō Hideo

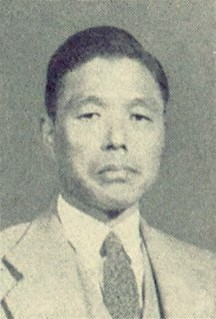
Sutō Hideo

Sutō Hideo (japanisch 周東 英雄; geboren 27. Januar 1898 im Ōtsu-gun (heute Nagato-shi, Yamaguchi-ken); gestorben 8. August 1981) war ein japanischer Politiker, zwischen 1947 und 1969 mit Unterbrechung für acht Wahlperioden Mitglied des Repräsentantenhauses für den 1. Wahlkreis von Yamaguchi und Minister in mehreren Kabinetten.

## Leben und Wirken
Sutō Hideo machte 1921 seinen Studienabschluss an der Universität Tokio im Fach Deutsches Recht. Er arbeitete als Direktor im Ministerium für Land- und Forstwirtschaft und an anderen Stellen. Bei der Repräsentantenhauswahl 1947 kandidierte Sutō für die Liberale Partei Japans im SNTV-Viermandatswahlkreis Yamaguchi 1 und wurde mit dem dritthöchsten Stimmenanteil gewählt. Er wurde dort danach für die Demokratisch-Liberale Partei, die Liberale Partei und die Liberaldemokratische Partei, in der er sich der Ikeda-Faktion anschloss, insgesamt siebenmal wiedergewählt; nur bei der Wahl 1953 wurde er abgewählt, als in Yamaguchi 1 die Flügel der Sozialistischen Partei Japans erstmals zwei Sitze gewannen und die beiden konservativen Sitze an den damals parteilosen Tanaka Tatsuo (später DPJ→LDP/Kishi-Faktion) und den Liberalen Yoshitake Eichi (später LDP/Tanaka-Faktion) gingen. Zur Wahl 1969 trat er nicht mehr an; seinen Sitz übernahm für die LDP Mori Yoshirō.
Im 2. Kabinett Yoshida war Sutō 1948 bis 1949 Minister für Landwirtschaft und Forsten, von 1950 bis 1953 in den Umbildungen des 3. Kabinetts Yoshida Leiter des „Hauptamts für wirtschaftliche Stabilität“ und 1951 kurzzeitig auch Bauminister und Leiter der Behörde für die Entwicklung von Hokkaidō, 1960 Vorsitzender der Nationalen Kommission für Öffentliche Sicherheit und Minister für Selbstverwaltung im 1. Kabinett Ikeda und im gleichen Jahr „Minister für Landwirtschaft und Forsten“ im 2. Kabinett Ikeda. Im Repräsentantenhaus war er u. a. 1960 Vorsitzender des Geschäftsordnungsausschusses des Repräsentantenhauses, in der Liberaldemokratischen Partei von 1964 bis 1965 als PARC-Vorsitzender im engeren Kreis der Parteiführung. 1969 zog er sich aus der Politik zurück, blieb aber im lokalen Bereich aktiv.
Sutō wurde 1968 mit dem Orden des Heiligen Schatzes und 1973 mit dem Orden der Aufgehenden Sonne ausgezeichnet.